# Robert Schumann
Robert Schumann (Zwickau, 8. lipnja 1810. – Endenich kraj Bonna, 29. srpnja 1856.), njemački je skladatelj.
Jedan je od glavnih predstavnika glazbenog romantizma. Po svom umjetničkom stajalištu, naravi i umjetničkim afinitetima je izraziti romantik. Središnja su mu djela klavirske kompozicije i solopjesme, a majstor je produhovljene romantičke pjesme ugođaja, čiji je prototip "Mjesečina". 1843. Felix Mendelssohn ga angažira za nastavnika glasovira i kompozicije na novoosnovanom konzervatoriju u Leipzigu. Od 1850. do 1853. Schumann djeluje kao gradski glazbeni direktor u Düsseldorfu. Od velikih ličnosti, osobito je utjecao na Brahmsa.
Studirao je pravo, no zapravo se dvoumio između književničkog i glazbeničkoga poziva. Odlučivši se postati pijanistom, uzimao je poduku kod glasovitoga glasovirskog pedagoga iz Leipziga, Friedricha Wiecka, čijom se kćeri, uglednom pijanisticom Clarom, unatoč protivljenju njezina oca, 1840. i oženio. Zbog ozljede prsta opredijelio se ipak za skladateljsku karijeru, a također je osnovao (1834) i deset godina uređivao Novi časopis za glazbu (Neue Zeitschrift für Musik), u kojem je kritizirao površnost onodobnoga njemačkog glazbenog života te promicao ideale njemačke romantičke glazbe kao što su utemeljenost u glazbenoj tradiciji, prožimanje različitih umjetničkih grana te jedinstvo umjetnosti i života. Potom je u kraćim razdobljima preuzimao različite profesorske i dirigentske dužnosti, no zbog uznapredovale duševne bolesti, čiji su se prvi simptomi, sklonost depresiji, pojavili već u mladosti, posljednje je dvije godine života proveo u psihijatrijskoj ustanovi, gdje je i umro.
Velik utjecaj na Schumanna imao je doživljaj romantičke književnosti, s ekscentričnim i maštovitim svijetom koje se identificirao (npr. putem svoja dva kritičarska lica kao alter ega, impulzivnoga Florestana i povučenog Eusebiusa, koje prepoznajemo kako u skladbama, tako i u kritičkim napisima) te iz njega crpio izravno nadahnuće. Model cikličke organizacije lirski intoniranih glasovirskih minijatura asocijativnim slijedom, a na temelju zajedničke »poetičke« ideje koja često izvire iz subjektivnih doživljaja samoga skladatelja, izgradio je u ciklusu, a nastavio u glasovirskim ciklusima,  i, te u mnogobrojnim ciklusima solo pjesama. Pošto je u ranim glasovirskim djelima i Liedu pružio svoj najizvorniji skladateljski doprinos, Schumann je tek 1840-ih počeo sustavno komponirati »klasičnije« žanrove simfonijske, komorne i oratorijske glazbe, među kojima se posebno izdvajaju četiri simfonije,  te klavirska trija. Od brojnih glazbenoscenskih planova realizirala se jedino dramski slabija opera .
Schumann je za života bio utjecajniji kao glazbeni kritičar, odredivši odnos romantizma prema izravnim pretečama L. van Beethovenu i F. Schubertu, te upozorivši na domete suvremenika kao što su F. Chopin, F. Mendelssohn, H. Berlioz i F. Liszt, ali i nasljedovatelja, poput mladoga J. Brahmsa. Na području estetike, unatoč tomu što se nadahnjivao kvalitetnim književnim djelima, nije bio zagovornik programne glazbe. Kristalizacijom tipičnih obilježja romantizma u svojem opusu – poput izvornosti ali i jednostavnosti melodije, ritmičke i harmonijske nestalnosti sloga, postizanja strukturnoga jedinstva slobodnim variranjem i motivsko-tematskom preobrazbom umjesto arhitektonikom forme, te, konačno, istančane izražajnosti, pogodne za dočaravanje najrazličitijih ugođaja – Schumann se ipak i kao skladatelj pokazao jednako utjecajnim za skladateljski razvoj glazbe XIX. stoljeća.